# Lienardia crosseanum
Lienardia crosseanum é uma espécie de gastrópode do gênero Lienardia, pertencente a família Clathurellidae.